# Fouqueure
Fouqueure é uma comuna francesa na região administrativa da Nova Aquitânia, no departamento de Charente. Estende-se por uma área de 16,43 km². Em 2010 a comuna tinha 420 habitantes (densidade: 25,6 hab./km²).